# Maren Adeová
Maren Adeová (nepřechýleně Maren Ade; * 12. prosince 1976, Karlsruhe) je německá filmová režisérka, scenáristka a producentka. V prosinci roku 2016 získala v polské Vratislavi Evropskou filmovou cenu za německo-rakouskou tragikomedii Toni Erdmann.

## Raný život a vzdělání
Adeová se narodila v západoněmeckém Karlsruhe. Jako teenager režírovala své první krátké filmy.
V roce 1998 začala studovat filmovou produkci a mediální management a později filmovou režii na Vysoké škole televizní a filmové (HFF) v Mnichově, kterou úspěšně dokončila v roce 2004.

## Kariéra
V roce 2001 založila společně s Janine Jackowski, spolužačkou z HFF, produkční společnost Komplizen Film. V roce 2003 natočila na HFF svůj závěrečný studentský film Les pro stromy. Film získal mimo jiné Zvláštní cenu poroty na filmovém festivalu Sundance v roce 2005. Les pro stromy byl promítán na mnoha mezinárodních festivalech.
V roce 2009 oslavil její druhý film Všichni ostatní světovou premiéru v oficiální soutěžní sekci Mezinárodního filmového festivalu v Berlíně, kde získal Stříbrného medvěda za nejlepší film. Film Všichni ostatní byl uveden do kin ve více než 18 zemích.
V roce 2012 oznámila, že napíše scénář a bude režírovat film Toni Erdmann o muži, který si začne tropit žerty ze své dospělé dcery poté, co zjistí, že začala být příliš vážná. Film debutoval v soutěži na filmovém festivalu v Cannes v roce 2016, což byl první německý film, který tam debutoval po deseti letech. film získal hlavní cenu na Evropských filmových cenách, čímž se Adeová stala první ženou, která režírovala film, jenž získal hlavní cenu na těchto cenách.

## Osobní život
Adeová žije s režisérem Ulrichem Köhlerem a jejich dvěma dětmi v Berlíně.